# Koshisaurus
Koshisaurus katsuyama
Genre
Espèce
Koshisaurus est un  genre fossile de dinosaures ornithischiens, un Hadrosauroidea basal du Crétacé inférieur retrouvé au Japon.
L'espèce type et seule espèce, Koshisaurus katsuyama, a été nommée et décrite par Masateru Shibaba et Yoichi Azuma. Le nom générique est composé de Koshi, l'ancien nom de la préfecture de Fukui où le fossile a été découvert et saurus (« lézard ») pour donner « lézard de Koshui ». Elle n'est connue que par un os maxillaire partiel avec des dents, et quelques restes crâniens et de fémur. L'étude histologique du fémur a montré que l'animal était encore un juvénile au moment de sa mort, peut-être âgé de 3 ans.

## Datation

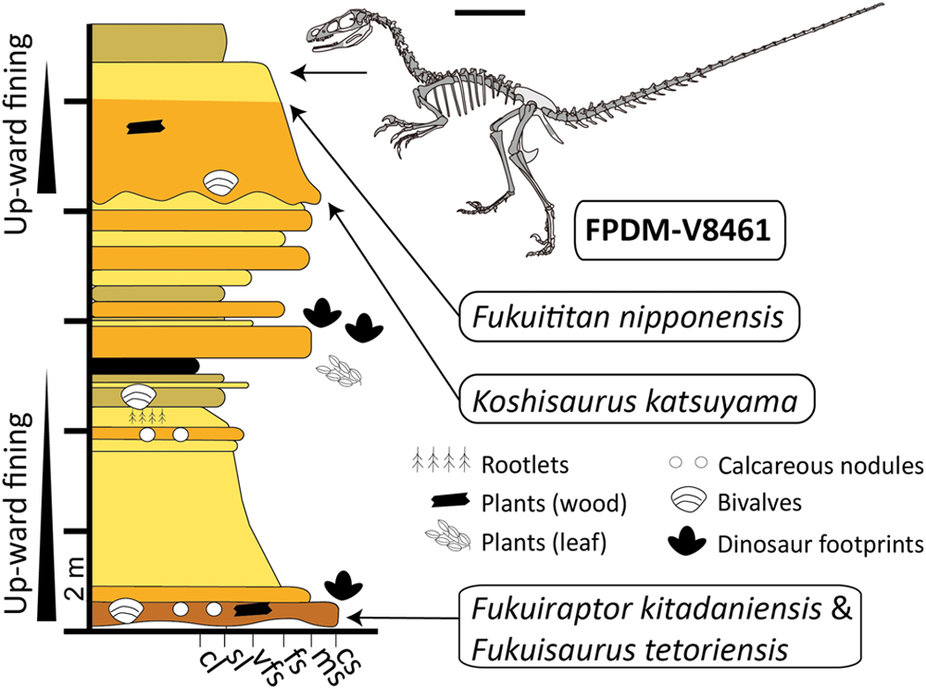
Stratigraphie de la carrière des dinosaures de Kitadani dans la formation de Kitadani avec la position des fossiles de Koshisaurus katsuyama au sommet de la carrière et d'un autre hadrosauroïde basal,, Fukuisaurus tetoriensis, à la base de celle-ci. La silhouette du squelette du spécimen FPDM-V8461 est celle du théropode Fukuivenator paradoxus.

Koshisaurus katsuyama a été découvert dans la carrière des dinosaures de Kitadani dans la formation géologique de Kitadani à Katsuyama, dans la préfecture de Fukui, dans une strate datée du Barrémien supérieur à l'Aptien, soit environ entre 127 et 115 Ma (millions d'années).

## Description
Ce nouveau taxon se distingue par plusieurs autapomorphies au niveau de ses maxillaires, ses vertèbres, de son pubis et de ses fémurs.
Koshisaurus a une forme semblable à celle de d'Iguanodon. La longueur totale de cet herbivore pourrait être de l'ordre de 3 mètres.
Il parait plus élancé que son proche parent et quasi-contemporain Fukuisaurus. 

## Classification
L'analyse cladistique conduite par les inventeurs du genre le classe comme un des genres les plus basaux d'Hadrosauroidea.